# Shermine Shahrivar
Shermine Shahrivar lub Shermine Sharivar (ur. 20 listopada 1982 w Teheranie, w Iranie) – niemiecka modelka pochodzenia irańskiego. Jako Miss Niemiec (2004) 12 marca 2005 roku zdobyła tytuł Miss Europe. Od marca 2009 do czerwca 2010 związana była z niemieckim aktorem Thomasem Kretschmannem.

## Filmografia
W 2016 roku zagrała w jednym odcinku serialu "Kobra - Oddział specjalny". W 2021 pojawiła się w filmie Bernarda Rose - "Travelling Light".